# Rio Grande Valley Vipers 2018-2019
La stagione 2018-19 dei Rio Grande Valley Vipers fu la 12ª nella NBA D-League per la franchigia.
I Rio Grande Valley Vipers vinsero la Southwest Division con un record di 34-16. Nei play-off vinsero la semifinale con i Memphis Hustle (1-0), la finale di conference con i Santa Cruz Warriors (1-0), vincendo poi il titolo battendo in finale i Long Island Nets (2-1).

## Roster
| N° | Naz.                   | Ruolo | Sportivo             | Anno | Alt. | Peso |
| -- | ---------------------- | ----- | -------------------- | ---- | ---- | ---- |
| 0  | Stati Uniti (bandiera) | G     | Gary Payton          | 1992 | 191  | 86   |
| 1  | Stati Uniti (bandiera) | G     | Jordan Johnson       | 1995 | 180  | 79   |
| 2  | Stati Uniti (bandiera) | G     | Jacobi Boykins       | 1995 | 198  | 82   |
| 3  | Stati Uniti (bandiera) | G     | Chris Chiozza        | 1995 | 183  | 79   |
| 3  | Stati Uniti (bandiera) | G     | Matthew Fisher-Davis | 1996 | 196  | 84   |
| 3  | Stati Uniti (bandiera) | GA    | Daniel Hamilton      | 1995 | 201  | 88   |
| 4  | Stati Uniti (bandiera) | G     | Danuel House         | 1995 | 198  | 100  |
| 5  | Brasile (bandiera)     | A     | Bruno Caboclo        | 1995 | 206  | 91   |
| 6  | Stati Uniti (bandiera) | A     | Gary Clark           | 1994 | 203  | 102  |
| 7  | Stati Uniti (bandiera) | A     | Tim Bond             | 1995 | 201  | 73   |
| 8  | Stati Uniti (bandiera) | G     | Stanford Robinson    | 1994 | 193  | 91   |
| 9  | Cina (bandiera)        | AC    | Zhou Qi              | 1996 | 216  | 95   |
| 11 | Camerun (bandiera)     | A     | Roger Moute a Bidias | 1995 | 198  | 93   |
| 12 | Stati Uniti (bandiera) | A     | Vince Edwards        | 1996 | 201  | 100  |
| 13 | Porto Rico (bandiera)  | G     | Ángel Rodríguez      | 1992 | 180  | 82   |
| 14 | Stati Uniti (bandiera) | G     | Dakarai Tucker       | 1994 | 196  | 88   |
| 15 | Stati Uniti (bandiera) | G     | Jordan Adams         | 1994 | 196  | 95   |
| 15 | Stati Uniti (bandiera) | G     | Kentrell Barkley     | 1996 | 196  | 88   |
| 16 | Stati Uniti (bandiera) | C     | Diamond Stone        | 1997 | 211  | 116  |
| 21 | Stati Uniti (bandiera) | G     | Michael Frazier      | 1994 | 193  | 91   |
| 22 | Stati Uniti (bandiera) | A     | Chris McCullough     | 1995 | 211  | 91   |
| 23 | Stati Uniti (bandiera) | A     | Chris Walker         | 1994 | 208  | 100  |
| 44 | Stati Uniti (bandiera) | G     | Brandon Sampson      | 1997 | 196  | 83   |
| 55 | Germania (bandiera)    | A     | Isaiah Hartenstein   | 1998 | 213  | 102  |
|    | Stati Uniti (bandiera) | A     | Terrence Jones       | 1992 | 206  | 114  |
|    | Stati Uniti (bandiera) | G     | Brandon Knight       | 1991 | 191  | 83   |

## Staff tecnico
- Allenatore: Joseph Blair
- Vice-allenatori: Mahmoud Abdelfattah, Brandon Barnes